# Antonio Isasi-Isasmendi
Antonio Isasi-Isasmendi (Madrid, 22 de març de 1927 - Eivissa, 28 de setembre de 2017) va ser un director de cinema, guionista i productor espanyol. El seu cognom era en realitat "de Ysasi-Ysasmendi", però el va modificar per raons artístiques.
Membre de diversos jurats internacionals, va presidir els de Berlín, Sant Sebastià i Màlaga. Entre els premis rebuts en mèrit al seu treball, figuren cinc com a Millor Director de l'Any, tres com a Millor Pel·lícula, quatre del Cercle d'Escriptors Cinematogràfics, cinc Sant Jordi de la Crítica de Barcelona i tres Ciutat de Barcelona. L'Acadèmia de les Arts i les Ciències Cinematogràfiques d'Espanya li va concedir en la seva XIV edició el Goya d'Honor per la seva destacada aportació al cinema. És posseïdor de l'Encomienda d'Isabel La Catòlica i està distingit, així mateix, com Oficial de l'Orde del Mèrit Civil. Se li ha atorgat la Medalla d'Or al Mèrit en les Belles Arts corresponent a l'any 2007.
La seva filla, l'actriu María Isasi, nascuda el 1975, és fruit de la seva relació amb la també actriu Marisa Paredes.

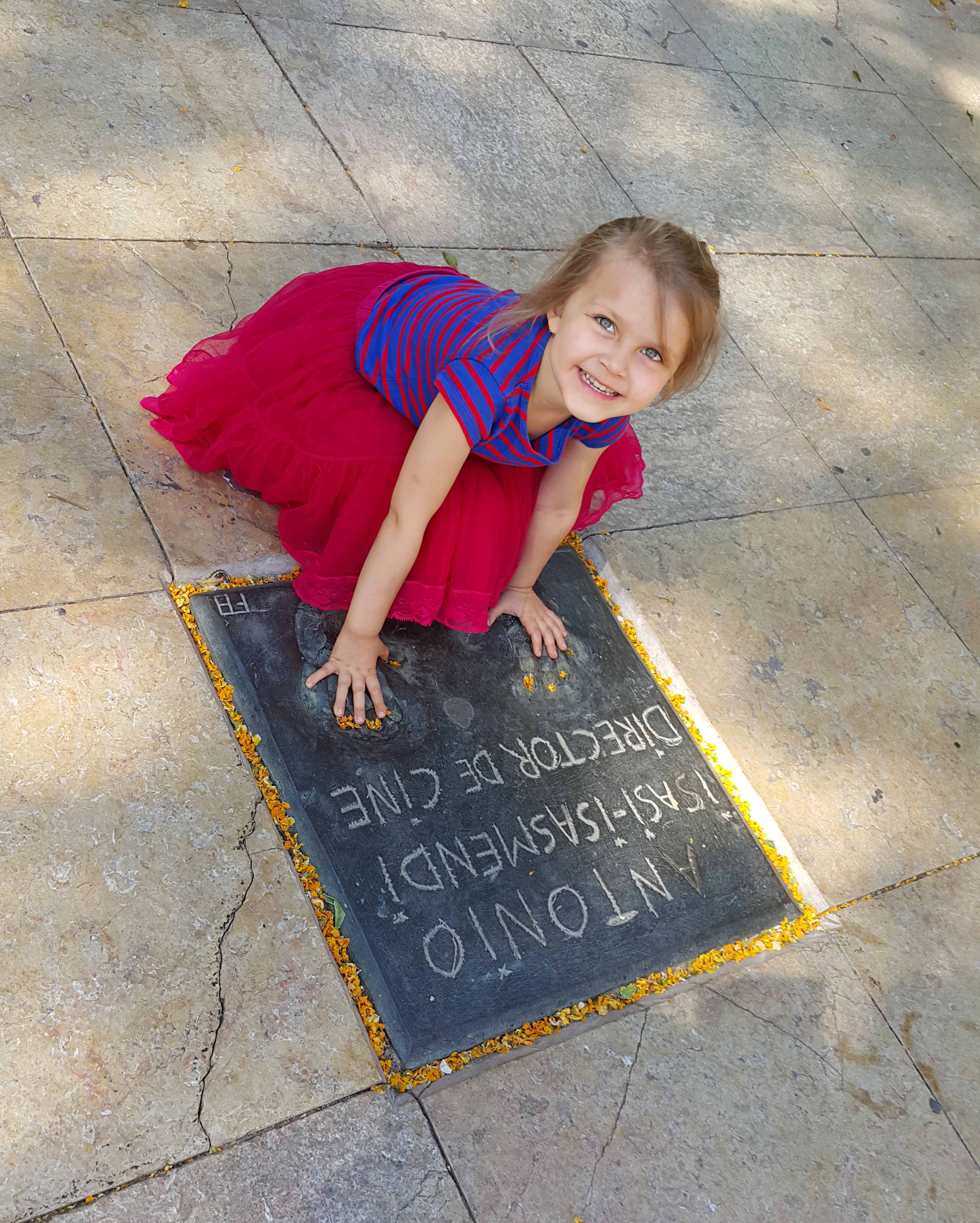
La filla de l'escultor Frédéric Berthelot, Alix Karo Berthelot posa a la placa dedicada al director de cinema Antonio Isasi-Isasmendi (Conjunt escultòric de la plaça del Parc d'Eivissa)

## Biografia
Fill d'actriu, el primer contacte que va tenir Antonio Isasi-Isasmendi amb el cinema va ser als 14 anys aproximadament quan va haver de doblar la veu d'un personatge secundari a la pel·lícula Little Lord Fauntleroy de John Cromwell (1936).
Després d'aquesta experiència va estar dos anys treballant com a meritori per al muntador Ramon Biadiu. Amb setze anys va començar a treballar com a segon ajudant de muntatge a la pel·lícula Altar Mayor de Gonzalo Delgrás (1944). El mateix any va passar a ser primer ajudant de muntatge a El clavo de Rafael Gil (1944). Tot i aquest progrés, un error a la feina va suposar el seu acomiadament.
Sense feina, va anar a buscar-ne a les oficines d'Ignasi F. Iquino i allà el van agafar com a ajudant de muntatge. Al cap de poc temps, però, ja era muntador en cap de l'empresa. A partir d'aquest moment va començar a escriure alguns guions, un d'ells amb Juli Coll, Apartado de correos 1001 de Juli Salvador (1950). Amb els diners que ja havia estalviat va decidir comprar-se una càmera i va començar a rodar documentals. Aquesta etapa incial com a director es va culminar al rebre el premi Ciutat de Barcelona pel documental Barcelona és bona.... Després del premi, les ofertes per a fer pel·lícules es van anar encadenant una darrera de l'altra.
Amb la seva pròpia productorarealitza diverses pel·lícules de difusió internacional entre les quals destaquen La máscara de Scaramouche (1963), coproduïda per França i Itàlia; Estambul 65 (1965), per França, Alemanya i Itàlia; Las Vegas, 500 millones (1968), amb EUA i Un verano para matar (1972), amb França i Itàlia. El gos (1977) va ser altra de les coproduccions internacionals destacades en la seva carrera, obra basada en la novel·la homònima d'Alberto Vázquez-Figueroa.
Els seus films van ser distribuïts en el món per Warner Bros, Columbia Pictures o Embassy, entre d'altres. D'aquesta manera va aconseguir fer un cinema internacional des d'Espanya, estrenant algunes de les seves pel·lícules amb seixanta còpies en els cinemes de Nova York i traduint alguns dels seus títols a 13 idiomes distints per a la seva difusió mundial.
El 1988 dirigeix la seva última pel·lícula, El aire de un crimen, basada en la novel·la Premi Nacional de Literatura de l'escriptor Juan Benito i candidata al Goya al millor guió adaptat en la 3a edició dels Premis Goya. Sota les seues ordres treballen actors de la talla de Lee J. Cobb, Elke Sommer, Karl Malden, Raf Vallone, Jack Palance, Olivia Hussey, Jason Miller, Lea Massari, Gérard Barray, Horst Buchholz, Klaus Kinski, Fernando Rey o Francisco Rabal, entre d'altres.

## Filmografia
Antonio Isasi-Isasmendi ha dirigit un total de 18 pel·lícules al llarg de més de 30 anys.
- 1950: Barcelona es bona (Documental)
- 1954: Relato policíaco[6]
- 1956: La huida
- 1958: 
  - Rapsodia de sangre
  - Pasión bajo el sol
- 1959: Diego Corrientes
- 1960: Sentencia contra una mujer
- 1961: Vamos a contar mentiras
- 1962: 
  - La mentira tiene cabellos rojos
  - Tierra de todos
- 1963: La máscara de Scaramouche
- 1965: Estambul 65
- 1968: Las Vegas, 500 millones
- 1970: Los monstruos del terror
- 1972: Un verano para matar
- 1975: Rafael en Raphael (Documental)
- 1977: El perro
- 1988: El aire de un crimen

## Premis i nominacions

### Premis[7]
- 1966. Premi Sant Jordi de Cinematografia a la millor pel·lícula per Estambul 65
- 1969. Premi Sant Jordi de CInematografia a la millor pel·lícula per Las Vegas, 500 millones
- 1970. Premi especial Sant Jordi de Cinematografia
- 2000. Premi Goya d'honor
- 2009. Premi honorífic del Festival Internacional de Cinema fantàstic de Catalunya

### Nominacions
- 1962. Millor Pel·lícula al Festival Internacional de Cinema de Mar del Plata per Tierra de todos[8]
- 1989. Goya al millor guió adaptat per El aire de un crimen[9]